# Janthina globosa
Janthina globosa är en snäckart som beskrevs av William Swainson 1822. Janthina globosa ingår i släktet Janthina och familjen Janthinidae. Inga underarter finns listade i Catalogue of Life.

## Bildgalleri

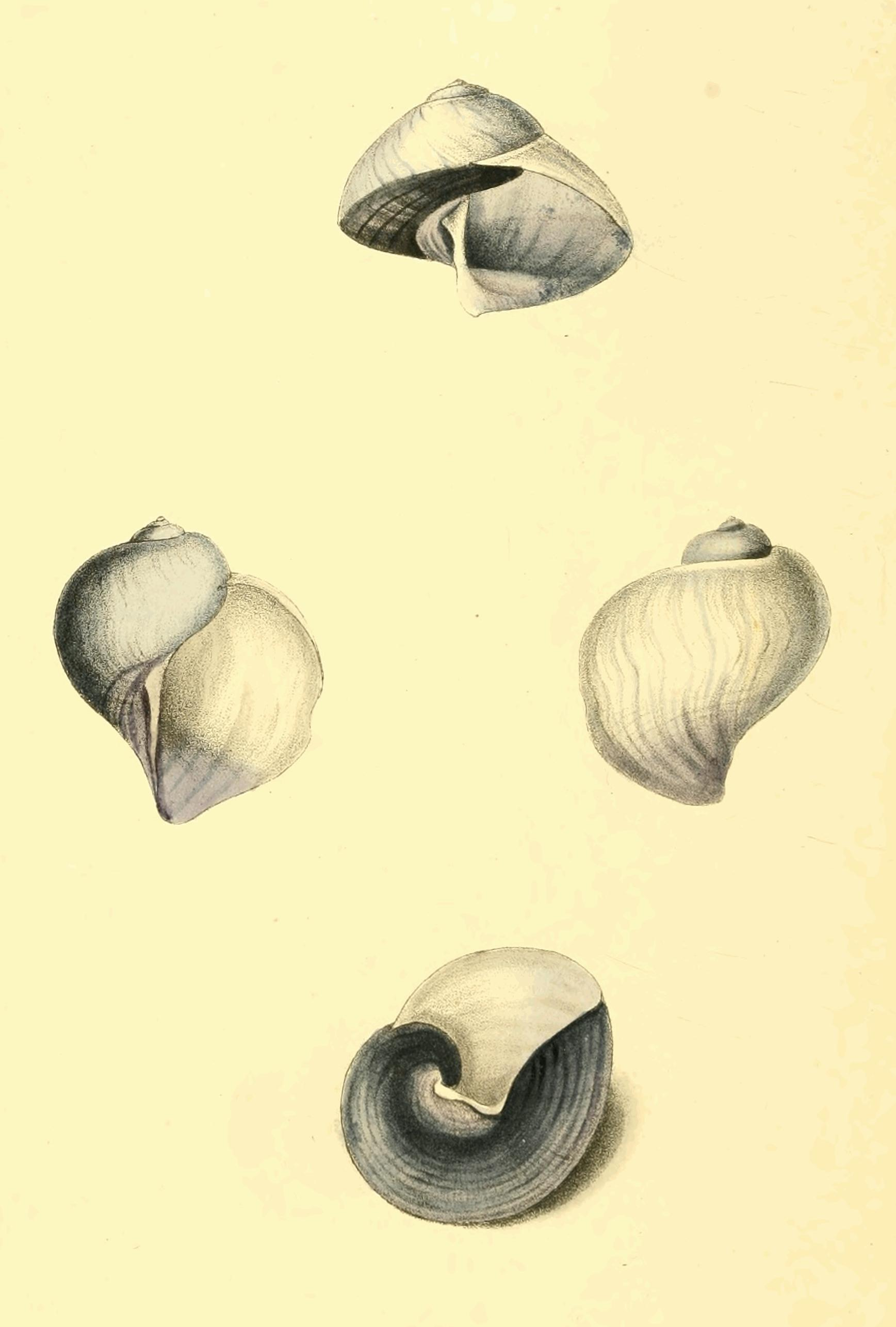